# Malangabang
Malangabang est une île et un barangay situé au nord-est de la province d’Iloílo, aux Philippines. Elle fait partie de la municipalité de Concepción. Selon le recensement de 2010, elle a une population de 2925 habitants. La pêche est la principale source de revenus des habitants de l’île.

## Localisation et géographie
Malangabang se trouve à l’est de l’île de Panay dans la mer de Visayan. Faisant partie des îles Concepción, c’est une île boisée dont le point culminant est à 239 mètres. Malangabang se trouve à 3,2 kilomètres au sud-est de Pan de Azucar. Malangabang entoure complètement la petite île de Chico. Le seul barangay de Malangabang s’appelle également Malangabang.

## Typhon Haiyan
En 2013, le typhon Haiyan (connu localement sous le nom de Yolanda) a frappé Malangabang avec des vagues de 6 mètres, et de nombreux habitants ont perdu leurs bateaux dans la tempête. Au total, la tempête a détruit au moins 470 bateaux et 370 maisons. Après le passage de la tempête, plusieurs organisations de secours se sont rendues à Malangabang pour apporter de l’aide, notamment Multicultural Response, le projet Doctors on Boat de l’Association médicale philippine et 601 Habitat, basé en Corée.